# Läsförståelse

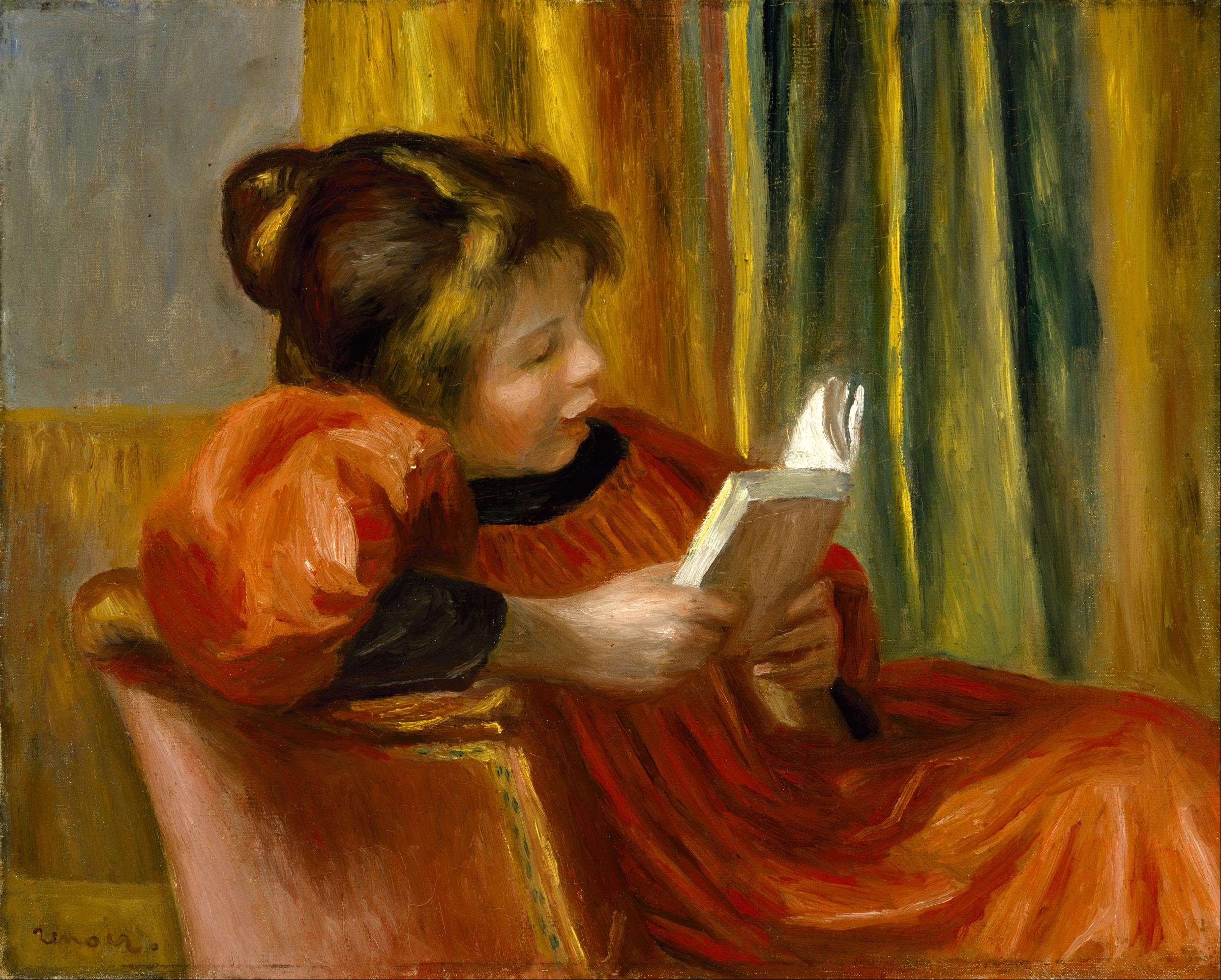
Läsande flicka av Auguste Renoir, cirka 1890.

Läsförståelse syftar, särskilt i pedagogiska sammanhang, på förmågan att tillägna sig läst text. Läsförståelseövningar förekommer i bland annat högskoleprovet. Det kan vara att förstå en enkel text eller att svara på olika frågor om innehållet i texten eller att dra egna slutsatser utifrån texten